# Pterocarya hupehensis
Pterocarya hupehensis là một loài thực vật có hoa trong họ Juglandaceae. Loài này được Skan miêu tả khoa học đầu tiên năm 1899.